# المربا (بني سعد)

تعديل مصدري - تعديل

المربا هي إحدى قرى عزلة الجعافره الشرقى بمديرية بني سعد التابعة لمحافظة المحويت، بلغ تعداد سكانها 131 نسمة حسب تعداد اليمن لعام 2004.